# Stephen Ayodele Makinwa
Stephen Ayodele Makinwa (* 26. Juli 1983 in Lagos) ist ein nigerianischer ehemaliger Fußballspieler. Er spielte auf der Position des Mittelstürmers.

## Karriere
Makinwa hat sich seit 2000 kontinuierlich von der italienischen Serie C in die Serie A hinaufgespielt und stand dabei schon bei einer Vielzahl unterschiedlicher Vereine unter Vertrag. Mit der US Palermo qualifizierte er sich 2005/06 erstmals in der Vereinsgeschichte für die Gruppenphase des UEFA-Pokals. Zur Saison 2006/07 wechselte Makinwa zum Ligakonkurrenten Lazio Rom, die ihn im Januar 2008 an Reggina Calcio ausliehen. Im Sommer 2008 kehrte der Nigerianer zu Lazio zurück. In der Rückrunde dieser Saison wurde er an Chievo Verona ausgeliehen. In der Spielzeit 2010/11 trat er für AE Larisa in der griechischen Super League an.

## Nationalmannschaft
Bei der Fußball-Afrikameisterschaft 2006 in Ägypten gehörte Makinwa zum Kader der Nigerianischen Nationalmannschaft und kam auch einige Male zum Einsatz. Sein Debüt bestritt er im November 2004 gegen die südafrikanische Fußballnationalmannschaft.

## Sonstiges
Er ist dafür bekannt, Torerfolge – ähnlich wie Obafemi Martins – mit mehreren Saltos zu feiern.

## Erfolge
- Bronzemedaille bei der Fußball-Afrikameisterschaft 2006